# Махкамов, Каюм Махкамович
Каюм Махкамович Махкамов (10.01.1935 — 15.11.2015) — советский и таджикский изобретатель в области химии и технологии хлопковой целлюлозы, Изобретатель СССР, Заслуженный изобретатель Таджикской ССР, заслуженный изобретатель Республики Таджикистан.

## Биография
Родился 10 января 1935 году в кишлаке Тагойкуйчи Канибадамского района.
Окончил среднюю школу им. Нариманова в г. Канибадаме (1953), химико-технологический факультет Среднеазиатского политехнического института в городе Ташкент (1958) и целевую аспирантуру Московского текстильного института. В 1965 году защитил кандидатскую диссертацию «Разработка методов повышения свето- и термостойкости целлюлозных материалов».
Работал в лаборатории волокнообразующих полимеров, затем в лаборатории химии высокомолекулярных соединений Института химии АН РТ, заведующий лабораторией, последняя должность — главный научный сотрудник.
Совместно с Иосифом Якубовичем Калонтаровым в 1967 году разработал новый способ крашения полимеров, содержащих нитрильные группы, запатентованный в Великобритании, США, Японии и ФРГ. Это были первые в Таджикистане зарубежные[где?] патенты.
Параллельно с работой в Институте химии с 1966 года преподавал и вёл научную деятельность в Душанбинском пединституте. В последние десять лет был доцентом кафедры высокомолекулярных соединений и химической технологии химического факультета Таджикского национального университета, где читал лекции и вёл практические занятия по химии полимеров.
Скоропостижно умер 15 ноября 2015 года.
Сочинения:
- Махкамов K.M. Особенности структуры и свойства целлюлозы хлопчатника, выращенного в условиях Таджикистана. Душанбе, 1982, 36 с.
- Махкамов К.М, Д. А. Саидов, Г. Х. Джулиева. Ресурсы целлюлозосодержащего вторичного сырья в Таджикистане и некоторые пути их использования. -Известия АН РТ. Отд. физ.-мат., хим. и геологических наук, 2007, № 1 (126), с.36-41
- Махкамов K.M., Максимова В. Н., Колонтаров И. Я. Исследование структуры и свойства тонковолокнистого хлопкового волокна. Cellul/ Chem. and Tehnol, 1980. т. 14, № 3, p. 337-343.
- Махкамов K.M., Улмасова Б. Т., Иоелович М. Я. Надмолекулярная структура хлопковой целлюлозы разного происхождения. ДАН РТ, 1996, 39, № 11-12, с.69-72.
- Махкамов K.M., Джулиева Г. Х., Хакимходжаев С. Н. Карбоксиметилированная целлюлоза тонковолокнистого хлопка и ее свойства. Химический журнал Казахстана. Специальный выпуск (21). Алматы, — 2008, с. 93-98.

## Звания и награды
- Изобретатель СССР
- Заслуженный изобретатель Таджикской ССР
- Заслуженный изобретатель Республики Таджикистан[источник не указан 2177 дней]